# Thomas Wheate, II baronetto
Sir Thomas Wheate (2 marzo 1693 – 1º maggio 1746) è stato un politico inglese. Fu un membro del Parlamento per Woodstock dal 1722 al 1727.
Era il figlio maggiore di Thomas Wheate, I baronetto, al quale successe nel titolo nel1721, ereditando Glympton Park, vicino a Woodstock.
Venne eletto membro del Parlamento per Woodstock nel 1722, rimanendo in carica fino al 1727.
Sposò Mary Gould, figlia di Thomas Gould di Oak End, Buckinghamshire, dalla quale ebbe quattro figlie. Alla sua morte nel 1746 venne sepolto a Glympton, nell'Oxfordshire e gli successe al titolo suo fratello George Wheate.